# Gymnasium Petrinum Dorsten
Das Gymnasium Petrinum Dorsten ist eines von zwei Gymnasien in der Stadt Dorsten.

## Geschichte

### Geschichte des Franziskanerklosters
Die Franziskaner der Kölnischen Franziskanerprovinz (Colonia) gründeten am 14. Februar 1488 ein Kloster in Dorsten. Die neugebauten Konventsgebäude übernahmen die Franziskaner 1493. Inzwischen gehörte der Konvent als Folge der Veränderungen durch die Reformation zur Sächsischen Ordensprovinz (Saxonia). Als in der Säkularisation ab 1803 zahlreiche Klöster geschlossen wurden, blieb der Konvent in Dorsten  – möglicherweise mit Rücksicht auf das von ihm geführte Gymnasium – zunächst bestehen. Auch bei den Klosterschließungen durch die französische Regierung im Jahre 1811, nach der Annexion des Herzogtums Arenberg-Meppen, war Dorsten nicht betroffen, jedoch wurde die Aufnahme neuer Novizen untersagt, bis der preußische König Friedrich Wilhelm III. dies 1825 wieder erlaubte und den Franziskanerklöstern in Dorsten und Paderborn den Fortbestand zusicherte.

### Geschichte des Gymnasiums
Am 7. Oktober 1642 gründeten die Franziskaner die Schule, die am 3. November 1642 mit 78 Schülern eröffnet wurde. Im Kloster befand sich ab 1648 ein Philosophie-Studium für den Ordensnachwuchs der Franziskaner, so dass die Absolventen des Gymnasiums dort einen zweijährigen Philosophiekurs zur Vorbereitung auf die Universität (Studium philosophicum continuum) besuchen konnten. In den 1770er-Jahren führte die Sächsische Provinz auch am Gymnasium in Dorsten, das auf kurkölnischem Gebiet lag, die Schulreform des Münsteraner Freiherrn Franz von Fürstenberg ein. Im Schuljahr 1789/90 hatte die Schule 36 Schüler, um die Wende zum 19. Jahrhundert waren es noch 10. 1815 war das Gymnasium zu einer Lateinschule herabgesunken, die 1823 den Status eines Progymnasiums erhielt. Da infolge der Säkularisation den Klöstern in Preußen 1811 die Aufnahme neuer Mitglieder untersagt war, waren immer weniger Franziskaner als Lehrer tätig. Die Ordensprovinz gab daher Ostern 1836 die Leitung des Gymnasiums auf, als der letzte Direktor, Pater Wolfgang Kanne, als Lehrer und Schulleiter ausschied. Kanne hatte 1819 eine Schulreform der Lateinschule erarbeitet, die vom Oberpräsidenten auch auf die Schulen in Coesfeld, Rheine und Recklinghausen übertragen wurde; in allen Klassen wurde Deutsch, Latein, Mathematik, Geschichte, Geographie, Religionslehre und Gesangslehre unterrichtet, in den beiden oberen Klassen auch Naturlehre. Kanne starb am 6. November 1837, nachdem er sich bei einem Krankenbesuch an Typhus infiziert hatte.
1894 erhielt die Schule den Status als Rektoratsschule. Am 16. Oktober 1898 erfolgte die Genehmigung die Schule als Vollanstalt fortzuführen unter der Verpflichtung, ein neues Schulgebäude zu errichten; in den bisherigen Gebäuden befand sich noch für einige Jahre eine Präparandenschule zur Lehrerausbildung. 1902 wurde das neue Schulgebäude an der Klosterstraße fertiggestellt. 1904 wurde die erste Abiturprüfung als „Katholisches Gymnasium (mit Ersatzunterricht für das Griechische) zu Dorsten“ abgehalten. Das Schulgrundstück wurde am 20./21. März 1912 im Grundbuch für den Franziskanerkonvent eingetragen, nachdem vorher dort die Stadt als Besitzerin vermerkt war; die Frage war bis dahin zwischen Stadt und Kloster strittig gewesen. Im Zusammenhang mit der Ruhrbesetzung 1923 richteten belgische Truppen in den Räumen des Gymnasiums ihr Hauptquartier ein, die Schule bezog daraufhin die Räume des ehemaligen Lehrerseminars an der Bochumer Straße. Das Ministerium ordnete 1932 die Rückverwandlung des Petrinum in ein Gymnasium herkömmlicher, humanistischer Ausrichtung an. 1946 genehmigte der Oberpräsident die Wiedereröffnung der Schule nach dem Krieg. 1948 konnte der Unterricht wieder uneingeschränkt erteilt werden, obwohl das Gebäude auch eine Volksschule aufnehmen musste. 1963 wurde das völlig umgebaute und um einen Erweiterungsbau ergänzte Gebäude bezogen.
Der Grundstein für den Neubau (Architekt Manfred Ludes) am neuen Standort „Maria Lindenhof“, zwischen Lippe und Kanal, wurde 1980 gelegt. 1982 zog die Schule in den Neubau um. Ein neuer Schultrakt linderte ab 2003 die größte Raumnot, die durch gestiegene Schülerzahlen entstanden war. Seit über vierzig Jahren kooperieren das Petrinum sowie das Gymnasium St. Ursula Dorsten im Bereich gemeinsamer Kurse in der Oberstufe aber auch in anderen Bereichen.

## Bekannte Lehrkräfte
- Friedhelm Fragemann (* 1951), Politiker und ehemaliger Bürgermeister der Stadt Dorsten

## Bekannte Schüler
- Johann Breuker (1817–1885), Bauer, Sozialreformer, Mitbegründer des Westfälischen Bauernvereins und Redakteur
- Julius Evelt (1823–1879), Autor und Professor für Kirchengeschichte und Patrologie
- Adolf August Winkelmann (1848–1910 in Jena), Physiker
- Ferdinand von Raesfeld (1855–1929), preußischer Forstmeister, Jäger und Autor von Jagdliteratur und Romanen
- Hubert Korsch (1883–1942), Jurist und Astrologe
- Wilhelm Happ (1886–1958), Verwaltungsbeamter und Verbandspräsident des Siedlungsverbands Ruhrkohlenbezirk.
- Karl Müller (1893–1949), Widerstandskämpfer gegen das NS-Regime
- Ewald Schmeken (1927–2009), Historiker und Soziologe
- Robert Spaemann (1927–2018), Philosoph
- Ulrich Wolf (1933–2017), Biologe und Humangenetiker
- Siegfried Lohr (1935–2017), Architekt, Zeichner und Aquarellmaler
- Diethard Rüter (1936–2008), Politiker und Mitglied im Abgeordnetenhaus von Berlin
- Heiner Legewie (* 1937), Psychologe und Hochschullehrer
- Bernd Tönjes (* 1955), Manager und Vorstandsvorsitzender der RAG-Stiftung
- Manfred Nielson (* 1955), Marineoffizier und Admiral a. D.
- Fritz Schmücker (* 1961), Musikveranstalter
- Andreas Heidtmann (* 1961), Lektor, Autor, Herausgeber und Pianist
- Dorothee Feller (* 1966), Politikerin und Schulministerin des Landes Nordrhein-Westfalen
- Dirk Haarmann (* 1967), Politiker und Bürgermeister der Stadt Voerde (seit 2014)
- Marc Degens (* 1971), Schriftsteller und Verleger
- Tobias Stockhoff (* 1981), Politiker und Bürgermeister der Stadt Dorsten (seit 2014)
- Pascal Bartoszak (* 1992), Jazzmusiker